# 今井上町
今井上町（いまいかみちょう）は、神奈川県川崎市中原区の町名。丁目のない単独行政地名。住居表示実施済区域。面積は全域で15.3 haである。

## 地理
中原区の中央部に位置し、東端を二ヶ領用水が、南端を南武線が通っている。3分の1程度の土地が工場地帯となっており、住宅は今井神社周囲に集まっていたが、撤退した工場の跡地にマンションも建てられている。
今井上町は西端から北端にかけて上小田中と、東端で二ヶ領用水を挟んで小杉御殿町と、南端で南武線を挟んで今井仲町・今井西町と接する。これらの町域は中原区に属しており、今井上町は区境や市境と接していない。

## 歴史
今井上町は、耕地整理により今井から分立した。昭和初期までは農地が広がっていたが、戦時中から工場が当地にも進出してきた。

### 地名の由来
「今井」の由来については、今井 (川崎市)#地名の由来を参照のこと。
当地が今井の中で二ヶ領用水の上流に位置しており、そこから当地が「上」と通称されていたことによる。

## 世帯数と人口
2025年（令和7年）6月30日現在（川崎市発表）の世帯数と人口は以下の通りである。
| 町丁     | 世帯数    | 人口    |
| -------- | --------- | ------- |
| 今井上町 | 1,508世帯 | 3,394人 |

### 人口の変遷
国勢調査による人口の推移。
| 年                 | 人口  |
| ------------------ | ----- |
| 1995年（平成7年）  | 800   |
| 2000年（平成12年） | 815   |
| 2005年（平成17年） | 1,319 |
| 2010年（平成22年） | 3,246 |
| 2015年（平成27年） | 3,355 |
| 2020年（令和2年）  | 3,365 |

### 世帯数の変遷
国勢調査による世帯数の推移。
| 年                 | 世帯数 |
| ------------------ | ------ |
| 1995年（平成7年）  | 351    |
| 2000年（平成12年） | 400    |
| 2005年（平成17年） | 649    |
| 2010年（平成22年） | 1,374  |
| 2015年（平成27年） | 1,400  |
| 2020年（令和2年）  | 1,409  |

## 学区
市立小・中学校に通う場合、学区は以下の通りとなる（2022年3月時点）。
| 番（現在）      | 番地（旧）                       | 小学校             | 中学校             |
| --------------- | -------------------------------- | ------------------ | ------------------ |
| 1～8番 11〜12番 | 1～52番地 55番地 58～228番地     | 川崎市立今井小学校 | 川崎市立今井中学校 |
| 9〜10番 13番    | 53〜54番 56〜57番地 1628番地以降 | 川崎市立中原小学校 | 川崎市立宮内中学校 |

## 事業所
2021年（令和3年）現在の経済センサス調査による事業所数と従業員数は以下の通りである。
| 町丁     | 事業所数 | 従業員数 |
| -------- | -------- | -------- |
| 今井上町 | 66事業所 | 3,188人  |

### 事業者数の変遷
経済センサスによる事業所数の推移。
| 年                 | 事業者数 |
| ------------------ | -------- |
| 2016年（平成28年） | 64       |
| 2021年（令和3年）  | 66       |

### 従業員数の変遷
経済センサスによる従業員数の推移。
| 年                 | 従業員数 |
| ------------------ | -------- |
| 2016年（平成28年） | 1,871    |
| 2021年（令和3年）  | 3,188    |

## 交通

### 鉄道
JR南武線が当地の南端を通過するが、駅はない（武蔵小杉駅 - 武蔵中原駅間）。

### 路線バス
東急バス・川崎市バスのうち、武蔵小杉駅を拠点として南武沿線道路を経由するバスが当地を通っている。

### 道路
南武沿線道路が、南武線のすぐ北側を東西に通過している。

## 施設
- サントリー商品開発センター[19]・研修センター[20]
- キヤノン小杉事業所[21]
- 東急テクノシステム 中原工場[22]
- SUUMO住宅展示場武蔵小杉 - リクルート初の住宅展示場として、2010年9月11日に開設[23]。

## その他

### 日本郵便
- 郵便番号 : 211-0067[3]（集配局 : 中原郵便局[24]）

### 警察
町内の警察の管轄区域は以下の通りである。
| 番・番地等 | 警察署     | 交番・駐在所     |
| ---------- | ---------- | ---------------- |
| 全域       | 中原警察署 | 武蔵中原駅前交番 |